# Штеренштейн Луїза Йосипівна
Луїза Йосипівна Штеренштейн (28 червня 1926, Ямпіль — 21 грудня 2015, Єрусалим) — українська скульптор і педагог.

## Біографія
Народиласz 28 червня 1926 року в місті Ямпіль Вінницької області. Дитинство провела в місті Ізюм Харківської області. У Полтаві відвідувала дитячу художню студію. Із початком війни батька було мобілізовано. Роки евакуації провела в республіці Марій Ел, працювала на лісосплаві. За іншими даними 1941 року була евакуйована на Урал. 1946 року вступила на факультет монументальної скульптури Московського інституту прикладного і декоративного мистецтва. Серед викладачів Катерина Бєлашова, Олександр Дейнека, Матвій Манізер. 1951 року з відзнакою закінчила навчання. Монументальна дипломна робота «Моряк-визволитель» отримала найвищу оцінку і була встановлена у Приморському парку в Ленінграді. У 1951—1983 роках викладала на кафедрі скульптури Львівського інституту прикладного та декоративного мистецтва. Від 1968 року доцент. 1957 року вступила до КПРС. Завершивши педагогічну діяльність, у пошуках нових сюжетів відвідала будівництво БАМу.
Працювала у галузях станкової і монументальної скульптури. Член Спілки художників СРСР. 1970 року нагороджена срібною медаллю на виставці творчості художніх вишів у Москві. 1992 року стала лауреатом Державної премії Ізраїлю імені Йосифа Носіковського. Роботи перебувають у приватних і музейних збірках багатьох країн світу. У Львові проживала на вулиці Личаківській, 89. Від 1990 року мешкала в Ізраїлі. Померла 21 грудня 2015 року в Єрусалимі. Син Юліан Шмуклер — також скульптор, закінчив Львівський інститут прикладного і декоративного мистецтва.
Роботи
- Пам'ятник морякам Балтійського флоту у Приморському парку в Санкт-Петербурзі, дипломна робота, бронза[1].
- Портрет академіка В. П. Філатова. (1952, мармур, 22×15)[1][4].
- «Слова правди» (1955, тонований гіпс)[4].
- «За свободу Верховини» (1956, гіпс)[4].
- Пам'ятник Володимиру Леніну в Раві-Руській, 1958[7]
- «Школяр» (1960, мармур, 34,5×38,5×33)[8]
- «Вірність» (1961, мармур, 33×29×20)[9].
- Пам'ятник В. Абліцевій на Личаківському цвинтарі (1961)[1].
- «Верховинка» (1963, теракота, 61×35×42)[8] (за іншими даними 80×50×70[9]).
- «Кріпачка» (1964, дерево)[4].
- «Вони були першими» (1967, штучний граніт)[4].
- Пам'ятник Володимиру Леніну на вулиці Лисенка, 3 у Львові, 1967[10].
- Меморіальний ансамбль у селі Грузевиця Хмельницької області (1968, штучний граніт, архітектор Анатолій Консулов)[4].
- «Червона Галичина» (1969, кований алюміній, 245×115×104)[8].
- В'їзд до міста Золочів на Львівщині (1970)[1].
- Копозиція «Встають із попелу» для музею Львівського медичного інституту. Зображує львівських професорів-медиків, убитих нацистами у червні 1941 року (Створена не пізніше 1974 року)[11].
- Портрет народної художниці Параскевії Хоми. 1975, дерево, 68×64×48, Національний музей у Львові[8].
- Пам'ятник Володимирові Аркушенку на Личаківському цвинтарі, поле № 3 у Львові (1980, бронза)[12].
- Портрет Володимира Леніна (1980, штучний мармур, 48×23×22)[13]
- Портрет студентки (1980, бронза, 38×23×21)[14].
- Керівництво студентським скульптурним проектом «Стежка Івана Франка» в Нагуєвичах (1981, дерево)[1].
- «Останній дзвінок» (1982, бронза, 43×35×28)[15]
- Портрет Вітольда Манастирського (1982, карбована мідь, дерево, 210×100×37)[15].
- Пам'ятник народовольцям в смт Смідович, Хабаровського краю (1986)[1].
- Пам'ятник жертвам Львівського гетто (1992, кована мідь, співавтор Юлій Шмуклер, Василь Пліхівський)[16][1].
- Портрет Й. Й. Бокшая (Дерево, 60×45)[1].
- Низка бронзових надгробків на Янівському цвинтарі у Львові, викрадених у 1990-х.[17].
- Пам'ятник батькові на Янівському цвинтарі[17].
- Пам'ятник на могилі матері, Личаківський цвинтар, поле № 6[6].
- Пам'ятник п'ятьом солдатам-євреям у місті Кіріат Моцкін в Ізраїлі (Карбована мідь)[6].